# Pinocchio (2019)
Pinocchio ist ein Film von Matteo Garrone, der am 19. Dezember 2019 in die italienischen Kinos kam. Der Film basiert auf dem gleichnamigen Buch von Carlo Collodi.

## Handlung
Der einsame Tischler Geppetto hat kaum Aufträge und kein Geld für anständiges Essen. Als ein fahrendes Marionettentheater die Stadt besucht, beschließt er, eine lebensechte Marionette zu schnitzen. Er arbeitet hierfür an einem Holzstamm, der bereits merkwürdig belebte Eigenschaften aufweist und bald die Form eines menschlichen Jungen annimmt. Als seine Schöpfung zum Leben erwacht und sogar sprechen und schneller als er selbst laufen kann, verkündet er all seinen Nachbarn voller Freude, dass Pinocchio sein Sohn ist. Er fertigt rote Kleidung für ihn und auch einen kleinen, roten Hut und kauft ihm ein Schulbuch, damit er lesen und schreiben lernen kann. Hierfür gibt er seinen Mantel und seine Weste her. Pinocchio erzählt einer Grille, dass er nicht zur Schule gehen will, und als Geppetto ihn dorthin bringt, verkauft er die Fibel und läuft zum Marionettentheater. Als dieses aus der Stadt abgereist ist, ist auch Pinocchio verschwunden. Dessen Betreiber Mangiafuoco will ihn als Feuerholz, um seinen Hammel nicht roh essen zu müssen, doch lässt sich schließlich erweichen und lässt ihn mit einer Handvoll Goldmünzen für seinen armen Vater wieder frei.
Auf dem Rückweg in die Stadt trifft er auf die Katze und den Fuchs, zwei Betrüger, die sich das Vertrauen des Jungen erschleichen. Sie raten ihm, die Münzen im Boden des Wunderfeldes zu vergaben, damit diese sich vermehren. Die beiden schlagen sich auf Pinocchios Kosten in einem Gasthaus die Bäuche voll. Obwohl er von der Grille gewarnt wird, findet sich Pinocchio am nächsten Morgen an einem Baum hängend, während Katze und Fuchs auf seinen Tod warten, denn der Junge hat die Münzen in seinem Mund verborgen, den er aber nicht öffnen will. Eine kleine Fee lässt ihn retten und nimmt ihn bei sich auf.
Als Pinocchio abermals auf Katze und Fuchs trifft, vergräbt er die Münzen im Wunderfeld. Als er bemerkt, dass die beiden Betrüger diese an sich genommen haben und mit dieser Geschichte vor Gericht geht, steckt man ihn ins Gefängnis, statt der beiden Diebe. Wieder frei, begibt er sich zurück zu Geppettos Haus, doch der hat sich auf die Suche nach seinem Sohn gemacht. Er geht zum Haus der Fee, die seit seinem letzten Besuch wundersamer Weise viel älter geworden ist und ihn auch diesmal wieder bei sich aufnimmt. Sie verspricht ihm, er werde wie alle anderen Jungen sein, sollte er es sich verdienen und fleißig zur Schule gehen. Dort lernt er einen Jungen kennen, der zu seinem ersten Freund wird, ihn aber zum Stehlen verleitet. Pinocchio ist gut in der Schule und hilft der Schnecke, die im Haushalt der Fee arbeitet, bei der Küchenarbeit. Sie verspricht ihm, am nächsten Tag soll er endlich ein normaler Junge werden, doch Pinocchio lässt sich von seinem Freund verleiten, mit einer Kutsche voller Kinder fortzuziehen.
Zuerst scheint ihr Gastgeber freundlich und um das Wohl der Kinder bemüht, doch am nächsten Morgen, als sie erwachen, sind ihnen riesige Ohren gewachsen, und schnell verwandeln sie sich in Esel. In dieser Gestalt werden sie zum Markt gebracht, wo sie verkauft werden. Pinocchio landet als Esel in einer Zirkus-Manege, doch als er stürzt, will ihn sein neuer Besitzer nur noch loswerden und wirft ihn ins Meer. Dort verwandelt er sich wieder in die Holzpuppe und schwimmt davon. Er wird dann von einem riesigen Wal verschlungen. Im Bauch des Wals trifft er seinen Vater Geppetto wieder, der sich dort eingerichtet hat. Pinocchio ermahnt ihn zu fliehen und in der Nacht können die beiden aus dem Maul des Wals klettern. Auf dem Rückweg arbeitet Pinocchio noch bei einem einfachen Bauern und kann so auch für seinen Vater sorgen. Die Fee erscheint wieder und verzeiht ihm alle Fehler. Zur großen Freude wird Pinocchio schließlich in einen richtigen Jungen verwandelt.

## Produktion

### Stab

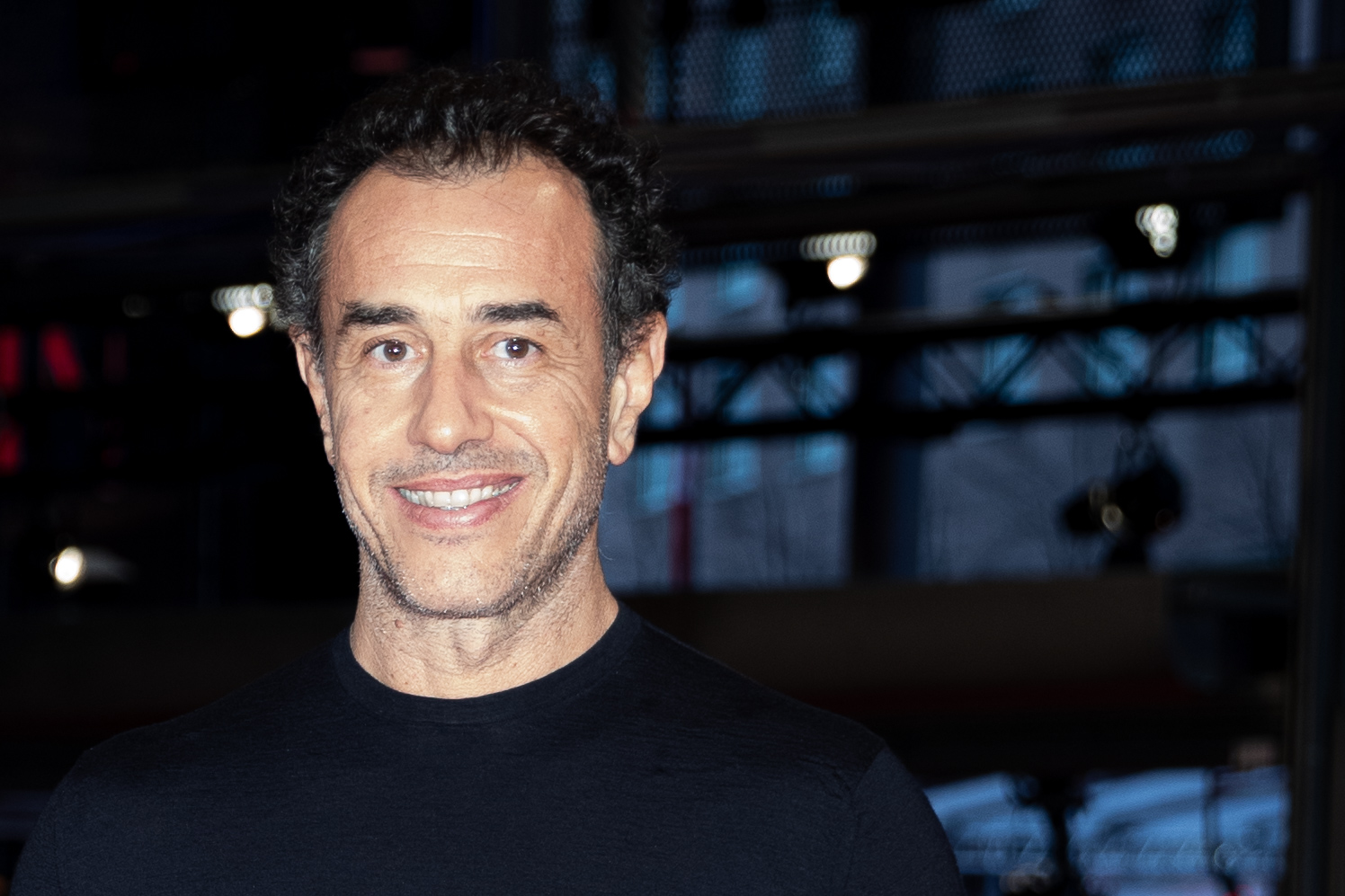
Regisseur Matteo Garrone bei der Vorstellung des Films während der Filmfestspiele in Berlin 2020

Regie führte Matteo Garrone, der auch Pinocchios Geschichte von Carlo Collodi für den Film adaptierte. Garrone sagte, er habe mit seinem Film Kindern helfen wollen, dieses zeitlose Meisterwerk der italienischen Literatur wiederzuentdecken und Erwachsene auf eine Zeitreise in ihre Kindheit mitzunehmen. Er hatte bereits im Alter von sechs Jahren das erste Storyboard von Pinocchio gezeichnet und war von den erstaunlichen Originalzeichnungen von Enrico Mazzanti sowie von der Miniserie (Regie: Luigi Comencini) aus dem Jahr 1972 mit Nino Manfredi als Geppetto inspiriert. Die Moral der Geschichte besteht für Garrone darin, Kinder vor den Gefahren und der Gewalt der Außenwelt zu warnen, sie über menschliche Schwächen zu unterrichten und sie zu ermutigen, wachsam zu bleiben.
Collodi veröffentlichte die erste Geschichte über Pinocchio 1881 in der neuen Kinderzeitschrift Giornale per i bambini. Erst im 20. Jahrhundert wurde der literarische Wert des Werkes auch von der Fachöffentlichkeit anerkannt.

### Besetzung und Dreharbeiten

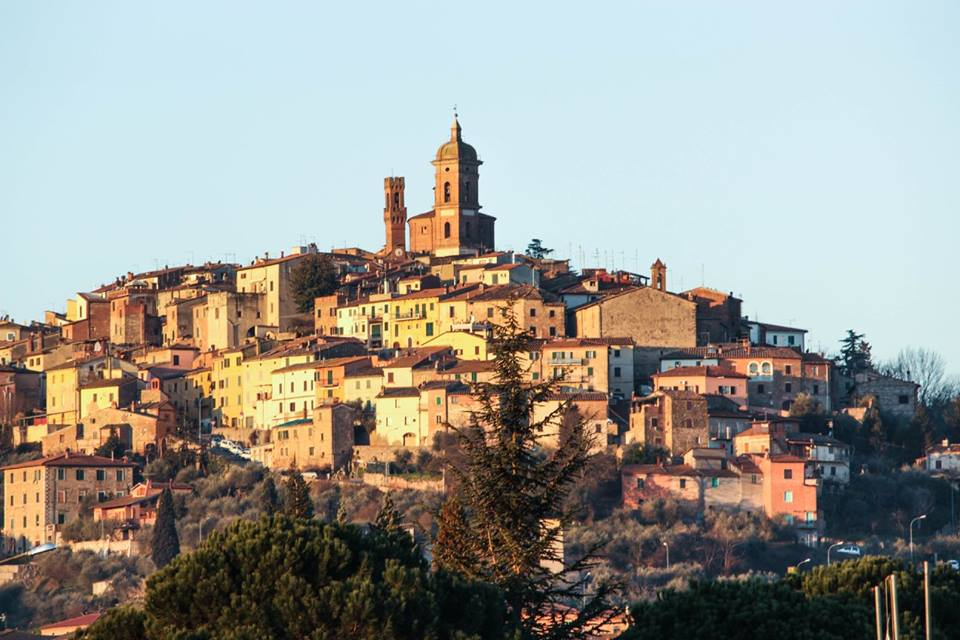
Die Dreharbeiten wurden im März 2019 in der Gemeinde Sinalunga in der Toskana begonnen

Der Kinderdarsteller Federico Ielapi übernahm die Titelrolle von Pinocchio. Ursprünglich war Toni Servillo für die Rolle des Geppetto vorgesehen, wurde jedoch von Oscar-Preisträger Roberto Benigni ersetzt. 2002 hatte Benigni in seiner eigenen Verfilmung des Pinocchio noch selber die Titelrolle verkörpert. Maria Pia Timo spielt Schnecke Lumaca, Teco Celio den Gorilla und Davide Marotta die sprechende Grille. In der Rolle der Fee ist die französische Schauspielerin Marine Vacth zu sehen.
Die Dreharbeiten wurden am 18. März 2019 in der Gemeinde Sinalunga in der Provinz Siena in der Toskana begonnen und fanden in ihrem weiteren Verlauf bis Juni 2019 in den Städten und Gemeinden Polignano a Mare, Noicattaro, Ostuni und Gravina in Puglia an der Adria in der Metropolitanstadt Bari in Apulien und in der mittelitalienischen Stadt Viterbo in Latium statt. Szenenbildner war Dimitri Capuani.

### Filmmusik und Veröffentlichung
Die Filmmusik komponiert Dario Marianelli. Die Aufnahme entstand gemeinsam mit dem Roma Tre Orchestra. Der Soundtrack wurde im Dezember 2019 von Air-Edel Records als Download veröffentlicht. Auf dem Album ist auch der Titelsong Passo Passo enthalten, geschrieben von Marianelli und gesungen von Petra Magoni.
Der Film kam am 19. Dezember 2019 in die italienischen Kinos und wurde im Februar 2020 im Rahmen der Filmfestspiele in Berlin gezeigt. Ein Kinostart in Frankreich ist im März 2020 geplant.

## Rezeption

### Kritiken und Einspielergebnis
Der Film konnte bislang 84 Prozent aller Kritiker bei Rotten Tomatoes überzeugen. Bei Metacritic erhielt der Film einen Metascore von 65 von 100 möglichen Punkten.

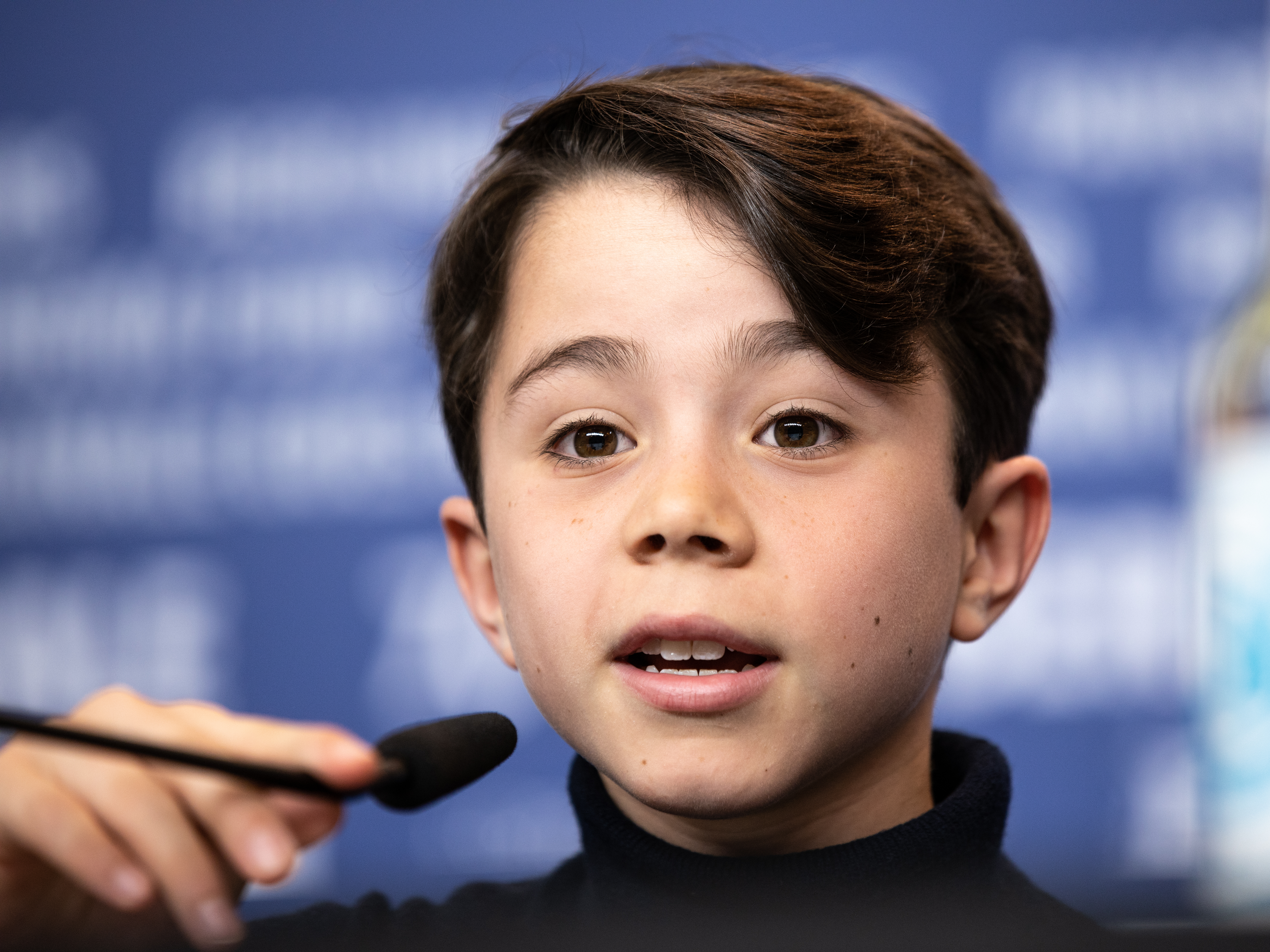
Federico Ielapi spielt in der Titelrolle Pinocchio

Im Festivalbericht der Gilde deutscher Filmkunsttheater zur Berlinale heißt es jedoch kritisch, der Film treibe die Interpretation der zeitlosen Erziehungsfabel über die berühmte Holzpuppe, die ein echter Junge werden will, etwas zu sehr auf die Spitze: „Mag der gemeine Ansatz, in Zeiten der CGI-Überflutung noch auf handgemachte Effekte und echtes Make-up zu setzen, durchaus begrüßenswert sein, krankt Garrones Pinocchio sehr schnell am eigenen vorsätzlichen Realismus.“ Es wolle in dieser entzaubert aussehenden Welt, die Matteo Garrone uns vorsetzt, kein märchenhaftes Flair aufkommen. Der Look bleibe dröge, die Erziehungsstationen des frechen Protagonisten würden in unterkühlter Distanz abgespult, und selbst der skurrile Roberto Benigni wecke nur hie und da ein müdes Schmunzeln.
Die weltweiten Einnahmen aus Kinovorführungen belaufen sich auf 23,9 Millionen US-Dollar.

### Auszeichnungen
Art Directors Guild Awards 2021
- Nominierung in der Kategorie Fantasy Feature Film (Dimitri Capuani)[16]

British Academy Film Awards 2021
- Nominierung für das Beste Make-up und die besten Frisuren[17]

Camerimage 2020
- Auszeichnung mit dem Bronzenen Frosch (Nicolaj Brüel)[18]

Costume Designers Guild Awards 2021
- Nominierung in der Kategorie „Science-Fiction- oder Fantasyfilm“ (Massimo Cantini Parrini)[19]

David di Donatello 2020

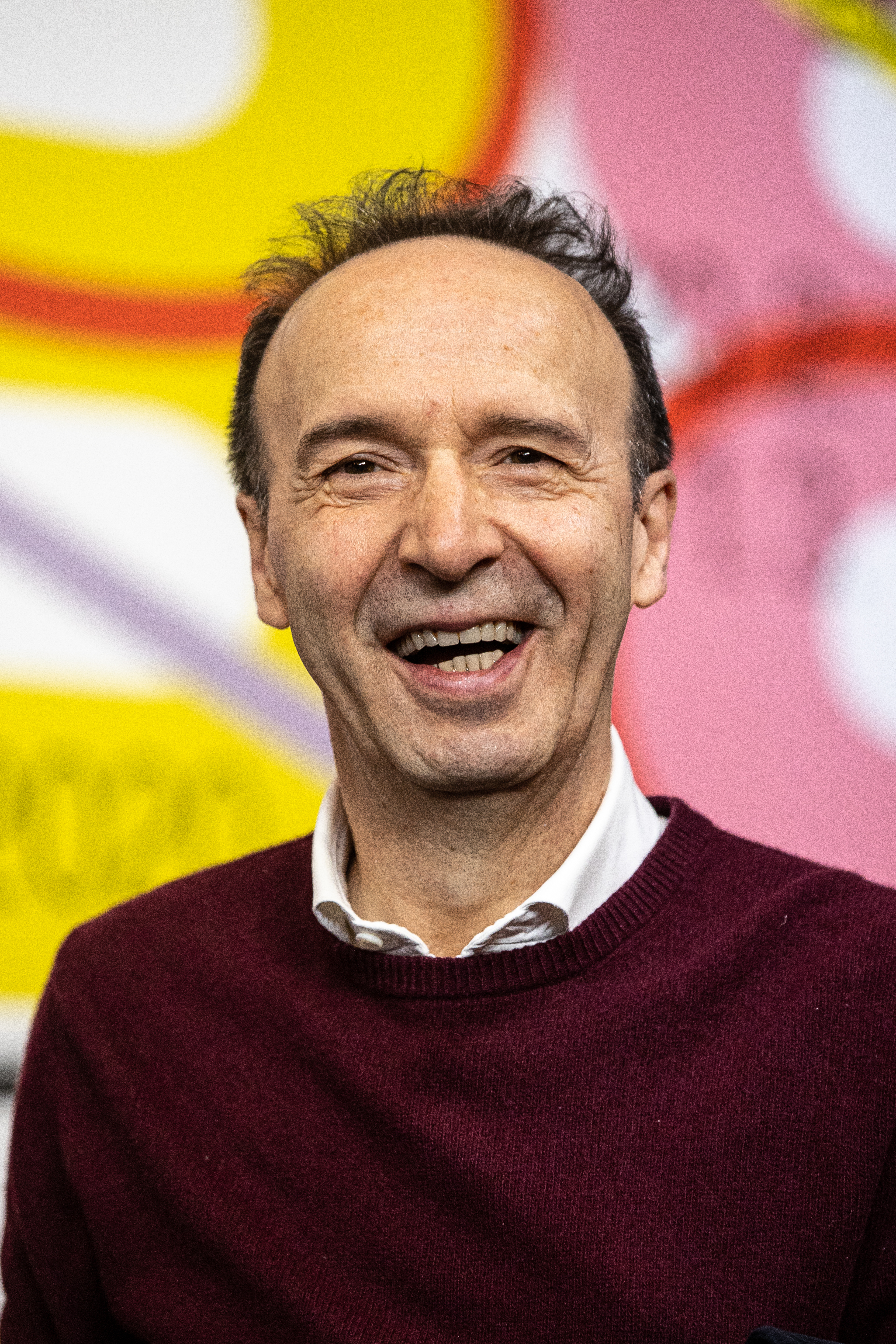
Roberto Benigni spielt Geppetto

- Auszeichnung für die Beste Ausstattung (Dimitri Capuani)
- Auszeichnung für die Besten Kostüme (Massimo Cantini Parrini)
- Auszeichnung für das Beste Make-up (Dalia Colli und Mark Coulier)
- Auszeichnung für die Besten Frisuren (Francesco Pegoretti)
- Auszeichnung für die Besten visuellen Effekte (Theo Demeris und Rodolfo Migliari)
- Nominierung als Bester Film
- Nominierung für die Beste Regie
- Nominierung für den Besten Ton
- Nominierung für das Beste adaptierte Drehbuch
- Nominierung für die Beste Kamera
- Nominierung für den Besten Filmschnitt
- Nominierung für die Beste Filmmusik (Dario Marianelli)
- Nominierung als Beste Produzenten
- Nominierung als Bester Nebendarsteller (Roberto Benigni)
- Nominierung als Beste Nebendarstellerin (Alida Baldari Calabria)[20]

Europäischer Filmpreis 2021
- Nominierung als Bester Kinderfilm[21]

Make-Up Artists and Hair Stylists Guild Awards 2021
- Auszeichnung für die Besten Make-up-Spezialeffekte (Mark Coulier)[22]

Nastro d’Argento 2020
- Auszeichnung für die Regie des besten italienischen Films (Matteo Garrone)
- Auszeichnung als Bester Nebendarsteller (Roberto Benigni)
- Auszeichnung für die Besten Kostüme (Massimo Cantini Parrini)
- Auszeichnung für den Besten Ton (Maricetta Lombardo)
- Auszeichnung für den Besten Filmschnitt (Marco Spoletini)
- Auszeichnung für die Beste Ausstattung (Dimitri Capuani)
- Auszeichnung mit dem Guglielmo Biraghi Award - Special Mention (Federico Ielapi)[23]

Oscarverleihung 2021
- Nominierung für das Beste Kostümdesign (Massimo Cantini Parrini)
- Nominierung für das Beste Make-up und die besten Frisuren (Mark Coulier, Dalia Colli und Francesco Pegoretti)

Darüber hinaus gelangte der Film auch in die Vorauswahl für die Golden Globe Awards 2021 (Bester fremdsprachiger Film).

## Synchronisation
Die deutsche Synchronisation entstand nach einem Dialogbuch von Jörg Hartung und der Dialogregie von Sabine Bohlmann im Auftrag der Think Global Media GmbH, Berlin.
| Rolle        | Darsteller             | Synchronsprecher     |
| ------------ | ---------------------- | -------------------- |
| Geppetto     | Roberto Benigni        | Lutz Mackensy        |
| Pinocchio    | Federico Ielapi        | Nikita Steinert      |
| Fuchs        | Massimo Ceccherini     | Mario von Jascheroff |
| Kater        | Rocco Papaleo          | Wolfgang Müller      |
| Antonio      | Paolo Graziosi         | Mathias Kunze        |
| Direktor     | Massimiliano Gallo     | Frank Röth           |
| Fee          | Marine Vacth           | Sonja Spuhl          |
| Fee          | Alida Baldari Calabria | Helen Malin Blaschke |
| Feuerfresser | Gigi Proietti          | Tilo Schmitz         |
| Giangio      | Domenico Centamore     | Matthias Friedrich   |
| Gorilla      | Teco Celio             | Ronald Nitschke      |
| Grille       | Davide Marotta         | Gerald Schaale       |
| Harlekin     | Claudio Gaetani        | Thomas Nicolai       |